# Adrien Djeutsa Sonkoué
Sa Majesté Adrien Djeutsa Sonkoué est le roi des Batcham en pays Bamiléké au Cameroun. Il est intronisé comme successeur le 18 janvier 2016. Il a alors 13 ans.

## Biographie

### Enfance, éducation et débuts
Adrien Djeutsa Sonkoué est arrivé sur le trône des Batcham 8 ans après le décès de son père Hervé Sonkoué Tatang. Il est alors âgé de 13 ans,.

### Fonctions
Il est chef de 1er degré, la plus haute hiérarchie de chef traditionnel au Cameroun.
Il assume le rôle de gardien de la collection des objets cultuels et culturels du royaume.
Il reçoit en audience et ennoblit.
Il promeut le rassemblement des sujets du royaume.